# Renaud Dion
Renaud Dion (ur. 6 stycznia 1978 w Gien) – francuski kolarz szosowy, zawodnik grupy UCI Professional Continental Teams Bretagne-Séché Environnement.
Od 2004 roku ściga się w gronie profesjonalistów, późniejszym UCI Pro Tour. W 2006 roku wygrał wyścig Le Samyn, a w 2011 Route Adélie. To jego największe dotychczasowe osiągnięcia w karierze zawodowej.

## Najważniejsze osiągnięcia
- 2006
  - 1. miejsce w Le Samyn
- 2010
  - 2. miejsce w Tro-Bro Léon
- 2011
  - 1. miejsce w Route Adélie
- 2013
  - 8. miejsce w Tour de Normandie